# Master (film 2016)
Master (마스터?, MaseuteoLR) è un film sudcoreano del 2016, scritto e diretto da Cho Ui-seok.

## Trama
L'integerrimo investigatore Kim Jae-myung intende incriminare Jin – presidente del famoso fondo di investimenti One Network – avendo ben più di semplici sospetti sul fatto che in realtà la sua società altro non sia che un'elaborata truffa a schema piramidale ai danni di tutti i molteplici azionisti. Per farlo, Kim obbliga un abile hacker e programmatore al servizio di Jin, Park Jang-goon, a collaborare con lui.

## Distribuzione
In Corea del Sud la pellicola è stata distribuita dalla CJ Entertainment a partire dal 21 dicembre 2016, mentre in Italia dalla Minerva Pictures direttamente in streaming nel corso del 2017 su Amazon Prime Video.